# Clicker
Kliker (ang. clicker) – kawałek blaszki, zazwyczaj grubości 0,25 mm, przymocowanej do majdanu w łuku sportowym. Jest elementem informującym dźwiękowo i drganiowo o przeciągnięciu strzały a tym samym o prawidłowym układzie (zamknięciu) łucznika. Istnieje kilka typów klikerów, m.in. kliker magnetyczny (rolę zawiasu i elementu powrotnego pełni magnes), kliker blaszkowy (zwykły), kliker optyczny (polegający na systemie lusterek przymocowanych do łuku).